# Takeshi Ono (ur. 1962)
Takeshi Ono (jap. 小野剛 Ono Takeshi; ur. 17 sierpnia 1962) – japoński trener piłkarski.

## Kariera trenerska
Pracował jako trener w Sanfrecce Hiroszima i Roasso Kumamoto.